# ビバ!ラブ・バッグ
ビバ!ラブ・バッグ（原題：Herbie Goes Bananas）は、1980年のアメリカのコメディ映画。監督はヴィンセント・マケヴィティ、脚本はドン・テイト、主演はチャールズ・マーティン・スミス。

## 概要
「ラブ・バッグ」シリーズの4作目。

## あらすじ
おじのジム・ダグラスからハービーを譲り受けることになったピートと相棒のDJは、南米のプエルト・バヤルタへやってきた。道中、二人はパコという少年に出会い、道案内をしてもらうが後で財布をすられたことに気づく。街中を駆け回りパコを探す二人。一方、パコは密輸組織の人間の財布を盗んだことで、組織の人間から追われる身となっていた。ハービーはパコを二人に内緒でかくまうが、それが原因でピートとDJも密輸組織から追われることになる。

## キャスト
| 役名         | 俳優                           | 日本語吹き替え | 日本語吹き替え   |
| 役名         | 俳優                           | フジテレビ版   | ディズニー公式版 |
| ------------ | ------------------------------ | -------------- | ---------------- |
| ルイーズ     | クロリス・リーチマン           | 滝沢ロコ       | 定岡小百合       |
| DJ           | チャールズ・マーティン・スミス | 家中宏         | 岡野浩介         |
| プリンドル   | ジョン・ヴァーノン             |                | 楠見尚己         |
| ピート       | スティーヴン・W・バーンズ      |                | 星野貴紀         |
| メリッサ     | エリッサ・ダヴァロス           |                | 小林美佐         |
| パコ         | ホアキン・ガライ3世            |                | 久保田恵         |
| ブライス船長 | ハーヴェイ・コーマン           |                | 手塚秀彰         |
| シェパード   | リチャード・ジャッケル         |                | 白熊寛嗣         |

- フジテレビ版：初回放送1990年8月22日「水曜映画劇場」
- ディズニー公式版：オンデマンド配信で使用[1]。